# Distrito empresarial de Auckland
El Distrito Central de Negocios de Auckland (CBD), el Distrito empresarial de Auckland o el centro de la ciudad de Auckland, es el corazón geográfico y económico del área metropolitana de Auckland. Es el área en la que se estableció Auckland en 1840, por William Hobson. Es el principal centro financiero de Nueva Zelanda y el centro de la economía del país; el PIB de la región de Auckland fue de $ 126,917 mil millones en el año que finalizó en marzo del 2022.
El CBD es uno de los lugares más densamente desarrollados de Nueva Zelanda, con muchos desarrollos comerciales y algunos residenciales en un espacio de solo 433 hectáreas (1,070 acres). El área se compone de la mayor concentración de rascacielos y negocios de la ciudad. Limitado por varias autopistas importantes y por la costa del puerto en el norte, está rodeado más al exterior por áreas en su mayoría suburbanas; limita al norte con el puerto de Waitematā, al este con Parnell, al sureste con Grafton, al sur con Mount Eden, al suroeste con Newton, al oeste con Freemans Bay y al noroeste con Viaduct Harbour.

## Geografía
Ubicado en la costa norte de un estrecho istmo, el CBD se extiende desde el paseo marítimo de Auckland en el puerto de Waitematā hacia el sur a lo largo de Queen Street y varias otras calles paralelas. En general, se considera que el CBD está delimitado por las principales autopistas que rodean todos los lados que no son del puerto, con State Highway 1 formando los límites sur y oeste, y State Highway 16 / Grafton Gully formando el límite este.
El CBD tiene un área de 433 hectáreas (1070 acres), similar al CBD de Sydney, y el doble de grande que los CBD de Wellington y Christchurch. El CBD está ubicado en una parte sustancial en terrenos ganados al mar del puerto de Waitematā. Para una discusión más detallada de este aspecto, consulte los artículos sobre la costa de Commercial Bay y Auckland.

## Historia
La ciudad de Auckland se creó en 1840 con la primera colonización europea de la zona, marcada por una ceremonia oficial en el ahora inexistente Point Britomart. El centro inicial de la nueva ciudad se centró en lo que ahora es la esquina de las calles Shortland y Queen, que estaba en la costa de Commercial Bay. Aproximadamente desde su cruce, el muelle principal corría hacia el norte desde el final de Queen Street, con Shortland Street conduciendo hasta Fort Britomart y Government House, alrededor de los cuales muchas de las personas más ricas construyeron casas. Shortland Street solía ser la ubicación de los negocios más importantes y la mayoría de las tiendas de "lujo" de mediados del siglo XIX. La década de 1850 en adelante vio un número cada vez mayor de negocios, y especialmente minoristas, ubicados más al sur a lo largo de Queen Street, que hasta el día de hoy forma la "columna vertebral" del área.
En 1841, un año después de la fundación europea, el censo contaba con aproximadamente 2000 personas, siendo los "mecánicos" el grupo más grande con 250, y otros grupos destacados eran 150 trabajadores agrícolas, 100 comerciantes, 100 empleados domésticos y 125 "miembros de clase alta".
Durante el resto del siglo XIX, Commercial Bay se rellenó progresivamente, lo que permitió una extensión hacia el norte de Queen Street y la creación de Fort Street, Customs Street y Quay Street. La parte de Queen Street al norte de Customs Street se conoce hoy informalmente como Lower Queen Street.
Además de ser la ubicación de una gran cantidad de almacenes de varios pisos, inicialmente el área de Lower Queen Street también contenía muchos negocios de fabricación, aunque muchos de estos comenzaron a mudarse a otras áreas como Freeman's Bay, Newton y Parnell, especialmente si ocupaban un área grande (como depósitos de madera) o creaban ruido o contaminación (como depósitos de ladrillos o fundiciones). Hasta mediados del siglo XX, el centro de la ciudad todavía contenía una gran cantidad de pequeñas fábricas, incluidos fabricantes de ropa.
La reubicación de industrias en los suburbios periféricos se hizo especialmente pronunciada en la década de 1950, en parte debido a los incentivos de los planificadores municipales para crear áreas industriales en Penrose y Rosebank Road (entre otras) y así librar el área del centro de la ciudad de ruido, contaminación y tráfico pesado. Esto se reflejó en el desarrollo de centros comerciales suburbanos (el primero fue LynnMall en 1963) que atrajo a los minoristas a abandonar también el centro de la ciudad. Los intentos del ayuntamiento de detener este patrón mediante la construcción de numerosos edificios de aparcamiento público tuvieron un éxito variable. El auge de los supermercados suburbanos y las compras en centros comerciales que se crearon en lugares como Pakuranga a partir de 1965 se ha sumado a la aparición de minoristas Big Box en lugares como Botany y North Shore.
El número de viviendas en el centro de la ciudad (incluidos los suburbios del interior) también disminuyó en el siglo XX desde la década de 1920. En la zona de dos millas que rodea el CBD, había aproximadamente 70 000 personas en 1926, con solo alrededor de 50 000 en 1966, un cambio que se hizo aún más marcado por el desarrollo del resto de la población de Auckland, que se multiplicó por más de cuatro en el mismo período de tiempo.. En la década de 1990, solo una población simbólica de alrededor de 1,400 aún residía dentro del CBD, aunque esto crecería sustancialmente con un auge de nuevos edificios de apartamentos alrededor del cambio de milenio.  Más recientemente, a principios del siglo XXI, el CBD ha experimentado un resurgimiento con un fuerte crecimiento de la población. En 2010 había alrededor de 24.000 unidades de apartamentos. A partir de 2018, el CDB está creciendo a una tasa seis veces superior a la de la región en general.

## Características

### Descripción general
El CBD de Auckland ha sido el principal centro de desarrollo económico y empresarial de Nueva Zelanda durante casi dos siglos. El área del CBD actual fue el sitio del asentamiento europeo original de Auckland, orientado a lo largo de la costa y luego a Queen Street, en dirección sur. A partir de esos orígenes ha ido creciendo progresivamente, y haciéndose mucho más densamente urbanizado, siendo ahora una zona de edificación en altura destinada principalmente a usos comerciales y minoristas. Tiene la mayor concentración de instituciones y lugares de arte, cultura y educación superior del país.
Algunos comentaristas han señalado que las últimas décadas no han sido amables con la estética y los valores comunitarios del centro de la ciudad. Consideran que la demolición de muchos edificios antiguos, a menudo el requisito previo para nuevos desarrollos residenciales y de oficinas de baja calidad o poco inspirados, se debe a una combinación de desarrolladores desinteresados en los resultados a largo plazo y la dirección de planificación del Consejo es demasiado débil.
En un intento por revertir el declive de la estética en el CDB, los ayuntamientos anteriores de Auckland y el actual ayuntamiento unitario de Auckland han promovido varios esquemas de regeneración urbana. Estos incluyen la reciente remodelación de Aotea Square en el 2010 y la mejora de Saint Patrick's Square en 2009. El área al este del Britomart Transport Center está experimentando cambios importantes, con el desarrollo de nuevos edificios comerciales, el desarrollo de espacios públicos y la restauración de varios edificios patrimoniales. Otro plan de regeneración importante que se está llevando a cabo actualmente es la remodelación de Wynyard Quarter, que implica reemplazar las instalaciones industriales que cubren una gran parte de la costa del CBD con edificios residenciales o comerciales y espacios públicos.
El Auckland CBD es uno de los pocos lugares en Nueva Zelanda que tiene edificios del tamaño de un rascacielos, como el Vero Centre, Commercial Bay (rascacielos), ANZ Centre o Metropolis, con la Sky Tower elevándose sobre ellos.

### Población
Los edificios residenciales de alta densidad construidos en la última década han ayudado a aumentar la población que vive en el CDB a alrededor de 54 620 (estimación de 2018) desde los 21 390 anteriores (estimación de 2006), todo un crecimiento de solo 1400 en 1991.  Gran parte de este crecimiento ha sido impulsado por la inmigración a Nueva Zelanda, particularmente de Asia, y el CDB es el área de Nueva Zelanda con el porcentaje más alto (32%) del grupo étnico asiático en Nueva Zelanda. También llama la atención la gran cantidad de estudiantes (tanto de educación terciaria como de estudiantes extranjeros que estudian inglés en uno de los muchos institutos), que representan el 27% de todos los residentes (censo de 2001) y contribuyen a la relativa juventud de los residentes de la ciudad.
Con el aumento de la población, los servicios disponibles también han cambiado: de solo un supermercado a principios de la década de 2000, se ha disparado a un supermercado y 38 supermercados en 2011. A principios de 2012, dos cadenas de supermercados importantes abrieron una sucursal en el centro de la ciudad, Countdown abrió en Victoria Street en enero y New World abrió una sucursal en Queen Street a principios de marzo. Sin embargo, la población sigue estando muy concentrada en residentes étnicamente diversos, en su mayoría jóvenes y sin hijos.
Según un estudio en profundidad sobre la percepción de la seguridad en el distrito central de negocios de Auckland realizado en 2005, la mayoría de los visitantes y locales se sienten seguros al visitar y vivir en el distrito central de negocios. La policía y el Concejo han atribuido en parte estos sentimientos positivos a más de una docena de iniciativas de seguridad emprendidas por las autoridades (desde prohibiciones de alcohol en partes del CDB hasta medidas de vigilancia por circuito cerrado de televisión y alumbrado público). Sin embargo, a pesar de la percepción general de que el CBD es seguro, existía la sensación de que la delincuencia había aumentado un poco en los últimos cinco años (mientras que, de hecho, las cifras habían disminuido). Se consideró que esto se debía principalmente a una imagen pública impulsada por los medios.

## Economía
Con 8.500 empresas, el CBD representa el 18 % de todas las empresas de la ciudad de Auckland, siendo las más grandes los puertos de Auckland y los sectores de empleo más grandes los servicios financieros, las empresas y los servicios de TIC. El CBD es también el centro de empleo más grande de Nueva Zelanda, con alrededor de 65 000 puestos de trabajo, lo que representa el 13 % de la mano de obra regional y el 25 % de la mano de obra de la ciudad de Auckland. Unas 73.000 personas entran cada mañana al CBD entre las 7 y las 9 de la mañana, el 60% de ellas en coche, mientras que la 'facturación' total ronda las 270.000 personas al día.  En el 2003, muchas grandes corporaciones se alojaron en Auckland CBD. Durante el mismo año, un informe de la ciudad de Auckland indicó que Auckland CBD, en comparación con varios distritos comerciales centrales de Australia, tenía "un papel más amplio y dominante en su economía regional" en comparación con las economías de los distritos comerciales centrales de Australia.
El CBD sigue siendo atractivo para las tiendas, en parte debido a la gran cantidad de peatones en las principales calles comerciales como Queen Street, donde se estima que las pisadas son hasta 10 veces más altas que en Broadway en Newmarket, visto como el rival más cercano de Queen Street.
Auckland CBD tiene una mayor proporción de empleo en grandes empresas que otras áreas de Auckland. Más de la mitad de las grandes empresas en Auckland CBD se encuentran en sectores basados en oficinas (como servicios inmobiliarios y comerciales y finanzas y seguros) y se encuentran en las áreas Downtown y Waterfront del CBD. En 2004 Auckland CBD tenía 72.540 empleados y 9125 empresas. 2006 Auckland CBD tenía 78.444 empleados y 9.461 empresas.
Air New Zealand anteriormente tenía su sede en Auckland CBD. En 2006, desde finales de septiembre hasta principios de octubre, la aerolínea trasladó a los empleados de los cuatro edificios que ocupaba en Auckland CBD y los trasladó a la nueva sede en Wynyard Quarter. En septiembre de 2003, Air New Zealand era la única de las corporaciones más grandes de Nueva Zelanda que tenía su sede en Auckland CBD.

### Minorista
El principal centro comercial del CDB, Commercial Bay, abrió sus puertas en el 2020. Cuenta con 18 000 m2 de espacio inmobiliario alquilable, compuesto por 120 tiendas, incluida H&M.
The Atrium on Elliott tiene 736 aparcamientos y 23 tiendas, incluidos The Warehouse, Rebel Sport y Elliott Stables Foodcourt.
El Victoria Park Market se estableció como un centro comercial en un edificio patrimonial en desuso en 1983. Se renovó ampliamente entre 2008 y 2013. Actualmente, el centro cuenta con 74 tiendas y 194 estacionamientos.

### Museos y galerías
Auckland Art Gallery Toi o Tāmaki ha estado operando en Auckland CBD en 1888.
Desde entonces, también se han abierto varias otras galerías en el CBD. Artspace Aotearoa abrió sus puertas en 1987. Gus Fisher Gallery abrió en 2001. St Paul St Gallery abrió en 2004.
El Museo y Archivos de Dalmacia, inaugurado en 1989, presenta la historia de los neozelandeses croatas.
El Museo Marítimo de Nueva Zelanda, inaugurado en 1993, presenta la historia marítima del puerto de Waitematā.

### Educación
Hay importantes instituciones educativas ubicadas en Auckland CBD, en particular la Universidad de Auckland y la Universidad Tecnológica de Auckland. El CBD también tiene muchas de las escuelas de inglés para hablantes no nativos de inglés que forman una parte importante del negocio educativo de Auckland.
El Ministerio de Educación opera escuelas estatales en toda el área. Las escuelas secundarias privadas dentro del CBD incluyen ACG New Zealand International College, ACG Senior College y Auckland International College.

## Transporte
El CBD, con su empleo sustancial y el número creciente de residentes, contiene los principales centros de transporte público de la ciudad. Estos servicios se concentran alrededor del Centro de Transporte Britomart (ferrocarril y autobuses) y la cercana Terminal de Ferry de Auckland, ambos cerca del paseo marítimo de Auckland. Muchos servicios de autobús viajan a lo largo del CBD a lo largo de las calles principales, en particular a través de los carriles de autobús en Albert Street y la ruta prioritaria de autobús Central Connector. En 2010, alrededor de 33.000 personas ingresaron al CBD en transporte público todos los días.
Históricamente, gran parte del transporte hacia y alrededor del CBD posterior a la década de 1950 se realizaba en vehículos privados, en parte porque el CBD ofrece numerosos edificios de estacionamiento y espacios de estacionamiento asociados con edificios de oficinas, y está casi totalmente rodeado (y de fácil acceso) por autopistas.
El Ayuntamiento de Auckland ha comenzado la fase de construcción del City Rail Link. Una vez completado, conectará el centro de transporte de Britomart más directamente con la línea occidental en las cercanías de la estación de tren de Mount Eden a través de un túnel que pasa por debajo del CBD. Se construirán dos nuevas estaciones, una llamada Aotea en Aotea Square y otra llamada Karangahape en Karangahape Road, y las estaciones existentes en cada extremo del enlace, Britomart y Mount Eden, recibirán mejoras sustanciales.
La calle principal del CBD es Queen Street, que se mejoró entre 2006 y 2008 para modernizarla y hacerla más amigable para los peatones. En 2009, el antiguo Ayuntamiento de Auckland propuso la remodelación de varias calles del CBD en espacios compartidos, con el objetivo de mejorar la comodidad de peatones y ciclistas al reducir la velocidad del tráfico de vehículos y al mismo tiempo conservar la posibilidad de acceso de automóviles, en comparación con un centro comercial peatonal que no permite vehículos de motor. El Ayuntamiento de Auckland continúa con este proyecto. Darby Street, Lorne Street, Fort Street, Jean Batten Place y Fort Lane se han convertido en espacios compartidos desde 2011. La parte de Federal Street entre Wellesley Street West y Victoria Street West también se ha convertido en espacio compartido.

## Ilustraciones

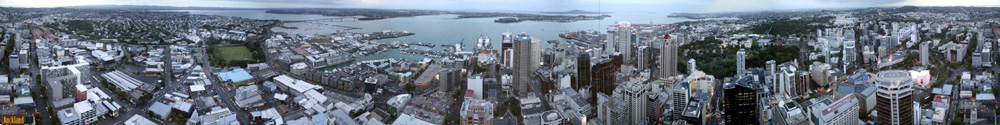
Vista de Auckland CBD desde el Sky Tower

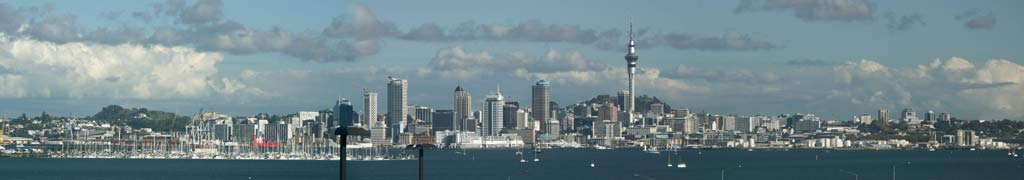
Vista de Auckland CBD desde el North Shore City